# 内子町
内子町（うちこちょう）は、愛媛県の南予地方に位置する町。
2005年（平成17年）、喜多郡（旧）内子町、五十崎町、小田町が合併し、（新）内子町が発足した。木蝋の流通で財をなした商家が建ち並ぶ町並みをもとに「白壁と木蝋のまちづくり」を進めてきた。

## 地理
愛媛県のほぼ中央にあり、県庁所在地である松山市から約40キロメートル南西に位置する。

### 地形
肱川支流の小田川などが流れており、河川に沿って平地が開けている。内子市街地より上流は谷あいに集落が点在している。小田川は親自然型工法の発祥の地として知られている。
山地
- 四国山地
  - 小田深山

河川
- 小田川
- 中山川
- 田渡川

### 人口
| |                                        |  |
| 内子町と全国の年齢別人口分布（2005年） | 内子町の年齢・男女別人口分布（2005年） |  |
| ■紫色 ― 内子町 ■緑色 ― 日本全国 | ■青色 ― 男性 ■赤色 ― 女性              |  |
| 内子町（に相当する地域）の人口の推移 \| 1970年（昭和45年） \| 29,059人 \| \| \| 1975年（昭和50年） \| 26,413人 \| \| \| 1980年（昭和55年） \| 25,336人 \| \| \| 1985年（昭和60年） \| 24,079人 \| \| \| 1990年（平成2年） \| 22,687人 \| \| \| 1995年（平成7年） \| 21,678人 \| \| \| 2000年（平成12年） \| 20,782人 \| \| \| 2005年（平成17年） \| 19,620人 \| \| \| 2010年（平成22年） \| 18,045人 \| \| \| 2015年（平成27年） \| 16,742人 \| \| \| 2020年（令和2年） \| 15,322人 \| \| |                                        |  |
| 総務省統計局 国勢調査より |                                        |  |
| 1970年（昭和45年） | 29,059人                               |  |
| 1975年（昭和50年） | 26,413人                               |  |
| 1980年（昭和55年） | 25,336人                               |  |
| 1985年（昭和60年） | 24,079人                               |  |
| 1990年（平成2年） | 22,687人                               |  |
| 1995年（平成7年） | 21,678人                               |  |
| 2000年（平成12年） | 20,782人                               |  |
| 2005年（平成17年） | 19,620人                               |  |
| 2010年（平成22年） | 18,045人                               |  |
| 2015年（平成27年） | 16,742人                               |  |
| 2020年（令和2年） | 15,322人                               |  |

### 隣接自治体
愛媛県
- 大洲市
- 西予市
- 伊予市
- 上浮穴郡：久万高原町
- 伊予郡：砥部町

## 歴史
古くから大洲街道の交通の要衝として、また四国遍路の通過地として栄えた町である。
江戸時代から明治時代にかけ、和紙と木蝋の生産で栄え、特に木蝋は品質の高さで海外でも評価されるほど名を馳せ、最盛期には全国生産の約30パーセントを占めた。
大正時代以降は、石油や電気の普及によって木蝋生産は衰微したが、当時の繁栄ぶりをうかがわせる商家群の町並みを「八日市道路」に沿って見ることができる。この歴史的な町並みは、1982年（昭和57年）に国の重要伝統的建造物群保存地区として選定されている。

### 沿革
- 大洲藩又は新谷藩（にいやはん）領であった。
- 1889年（明治22年） - 内子村と知清村が合併して喜多郡内子町が発足。
- 1955年（昭和30年） - 内子町・大瀬村・五城村・立川村・満穂村が合併し、改めて内子町が発足。
- 1965年（昭和40年）11月3日 - 内子公民館が第18回優良公民館として文部大臣表彰を受ける。
- 1976年（昭和51年） - 古い家並みの見直しが在住者から提言される。町並みという言葉はまだ一般的ではなかった。
- 1977年（昭和52年） - 町による町並み保存調査。
- 1979年（昭和54年） - 歴史的景観 都市連絡協議会を開催。
- 1980年（昭和55年） - 内子町伝統的建造物群保存地区保存条例制定公布。上芳我家住宅が木蝋資料館としてオープン。
- 1982年（昭和57年） - 八日町護国の町並みが国の重要伝統的建造物群保存地区として選定される。
- 1983年（昭和58年） - 町並保存対策室が設置される。内子座の修理復原工事に着工。
- 1985年（昭和60年）
  - 「内の子市」発足。
  - 9月 - 内子座工事完成、こけら落し。
  - 町制施行30周年記念行事。
- 1986年（昭和61年）
  - 1月 - 「知的農村塾」スタート。
  - 3月 - 内山線開業。
  - 8月10日 - 八日市護国地区道路が建設大臣表彰「日本の道100選」[3]。
  - 10月 - 内子シンポジウム'86にオスカーシューバルト市長来町。
  - 12月1日 - 第4回潤いのあるまちづくり優良地方公共団体として自治大臣表彰「潤いのあるまちづくり賞」。
- 1987年（昭和62年）
  - 3月20日 - 経済同友会「第2回美しい都市づくり賞」。
  - 5月7日 - 愛媛経済同友会「美しいまちづくり賞」。
  - 6月 - 町長・町民有志がローテンブルク市を訪問。
- 1988年（昭和63年）
  - 3月9日 - 町と住民が一体となって展開している町並み保存運動が評価され「第10回山本有三記念郷土文化賞」。
  - 11月 - ローテンブルク市よりハッハテル市長及びオスカーシューバルト前市長来庁。
- 1989年（平成元年）7月9日 - 「木蝋と白壁の町並み」で建設省「手づくり郷土賞（歴史をいかした街並み）」受賞[4]。
- 1992年（平成4年）
  - 4月1日 - 石畳地区「農村景観百選」。
  - 6月15日 - 歴史と文化の里づくり－伝統的町並み保存・再生を核としたまちづくり運動に対して「サントリー地域文化賞」。
- 1993年（平成5年）9月 - 町長・町議会議員がローテンブルクへ友好公式訪問。
- 1994年（平成6年）
  - 3月23日 - 第2回美しい日本のむら景観コンテストで満穂地区が入賞。
  - 5月 - 内子町より職員1名をローテンブルク市庁に派遣、町青年1名をハム・ソーセージづくりの研修に派遣。
  - 10月4日 - 八日市護国地区が「平成6年度都市景観大賞（景観形成事例部門 - 地区レベル）」。
  - 10月28日 - 内子ヤマモモ通り「新・日本街路樹100景」。
  - 11月17日 - 大瀬中学校が第35回BCS賞を受賞。
- 1995年（平成7年）
  - 7月 - 町民有志訪問団、ローテンブルク訪問。
  - 11月 - 第一回青少年海外派遣団ローテンブルク訪問。
  - 11月22日 - 満穂地区「農村アメニティコンクール」優良賞。
- 1996年（平成8年）11月 - 第二回青少年海外派遣団訪問。
- 1997年（平成9年）
  - 4月 - ローテンブルク市より市長と市民が来町。
  - 11月 - 第三回青少年海外派遣団訪問。
- 1998年（平成10年）
  - 7月 - 第四回青少年海外派遣団訪問。
  - 11月 - 町民海外派遣団訪問。
- 1999年（平成11年）11月 - 第5回青少年海外派遣団訪問。
- 2000年（平成12年）
  - 1月14日 - 「世界に開かれたまち」として自治大臣表彰。
  - 3月15日 - 内子フレッシュパーク「からり」が、交流タイプ部門・農林水産大臣表彰。
  - 10月 - 第6回青少年海外派遣団訪問。
- 2001年（平成13年）
  - 3月 - ローテンブルク市より市長・市民が来町。
  - 4月20日 - （財）日本観光協会第8回「優秀観光地づくり賞」金賞、総務大臣賞表彰。
  - 9月 - 町長・町議会議員が公式訪問（ローテンブルクと友好都市盟約）。
  - 11月12日 - 「内子町の町並と和ろうそく」環境省かおり風景100選。
  - 12月 - 第7回青少年海外派遣団訪問。
- 2002年（平成14年）
  - 全国農業コンクール名誉賞。
  - 4月 - ローテンブルク市から青年の訪問団。
- 2004年（平成16年）12月 - 日経地域情報化大賞・地域活性化センター賞。
- 2005年（平成17年）
  - 喜多郡内子町、喜多郡五十崎町、上浮穴郡小田町が新設合併し、新しい喜多郡内子町が発足。役場は旧五十崎町にある。
  - 2月 - オーライ！ニッポン大賞。
  - 3月 - 日本農業賞、食の架け橋賞、審査員特別賞受賞。
  - 10月 - 景観法に基づく景観行政団体となる。
- 2006年（平成18年）11月 - 国土交通省「手づくり郷土賞・大賞部門」受賞[5]。
- 2007年（平成19年） - ジャパンベンチャーアワーズ ｢地域貢献賞｣。
- 2009年（平成21年）3月 - ミシュランガイド（観光地）日本編において1つ星に選定。
- 2011年（平成23年）9月 - ローテンブルク市で姉妹都市盟約を締結。

## 行政

### 歴史町長
旧内子町
- 初代 河内彌衛（1955年2月〜1959年1月）
- 第2代 藤井政一（1959年2月〜1969年1月）
- 第3代 山田吉久（1969年3月〜1974年12月）
- 第4代 住田久治郎（1975年1月〜1979年1月）
- 第5代 藤井政一（1979年1月〜1979年10月）
- 第6代 河内紘一（1979年11月〜合併まで）

新内子町
- 初代 河内紘一（こうち・こういち、2005年から、旧・内子町長）2005年〜2009年2月5日
- 第2代 稲本隆寿（2009年2月 - 2021年2月）
- 第3代 小野植正久（2021年2月 - ）

### 役場
本庁
- 旧・五十崎町庁舎

分庁
- 内子分庁 （旧・内子町庁舎）

支所
- 小田支所 （旧・小田町庁舎）

### 姉妹都市・提携都市

#### 日本国外
姉妹都市
- ローテンブルク（ドイツ連邦共和国 バイエルン州）
  - 2011年（平成23年）9月 - ローテンブルク市で姉妹都市盟約を締結[6]。

ほかヨーロッパの農村を手本とした農村振興を進めてきており、絶えず交流が行われている。

#### 日本国内
姉妹都市
- 宜野座村（南西諸島 沖縄県 国頭郡）
  - 旧五十崎町との姉妹提携引継ぎ

## 施設

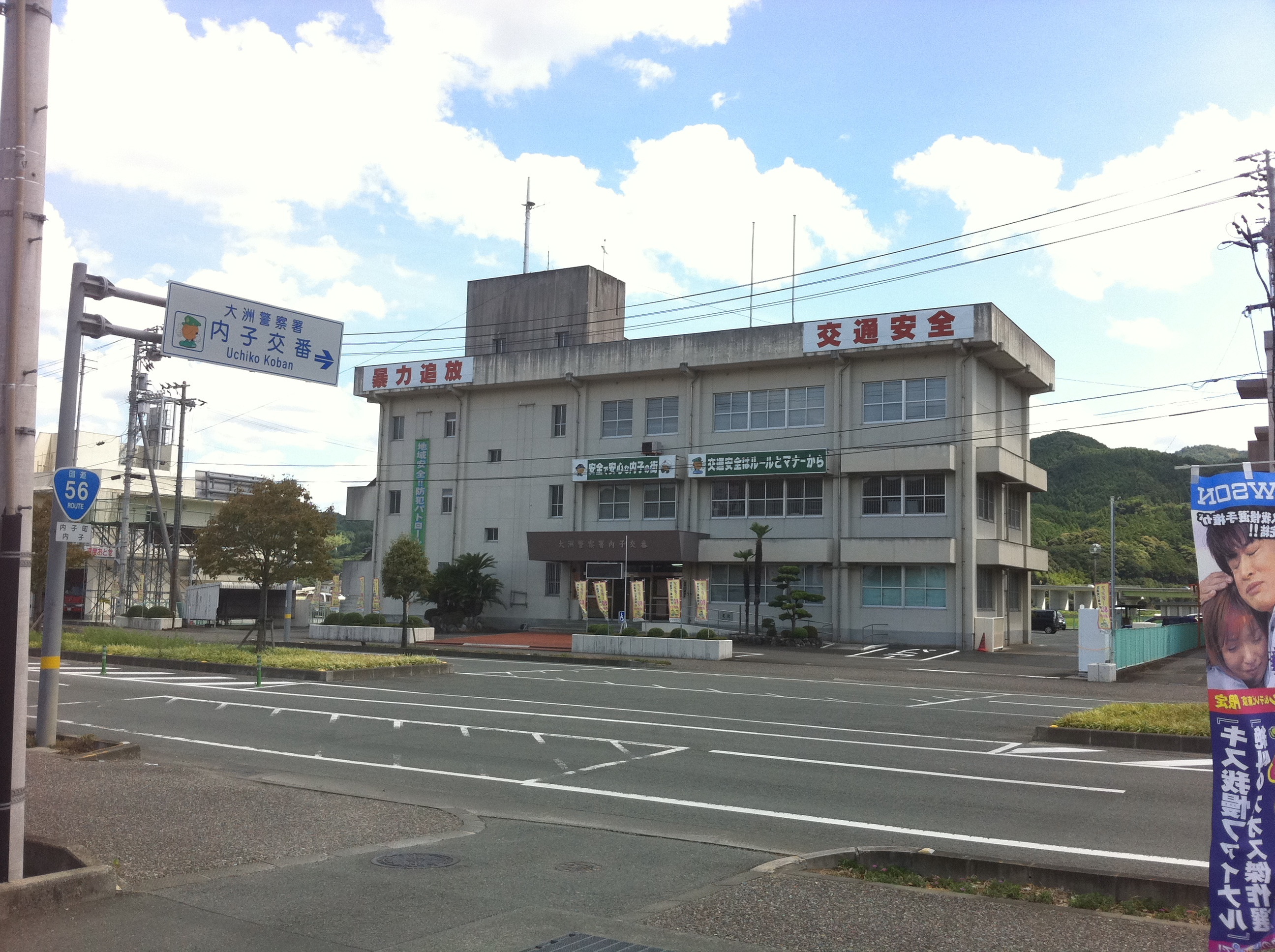
内子交番

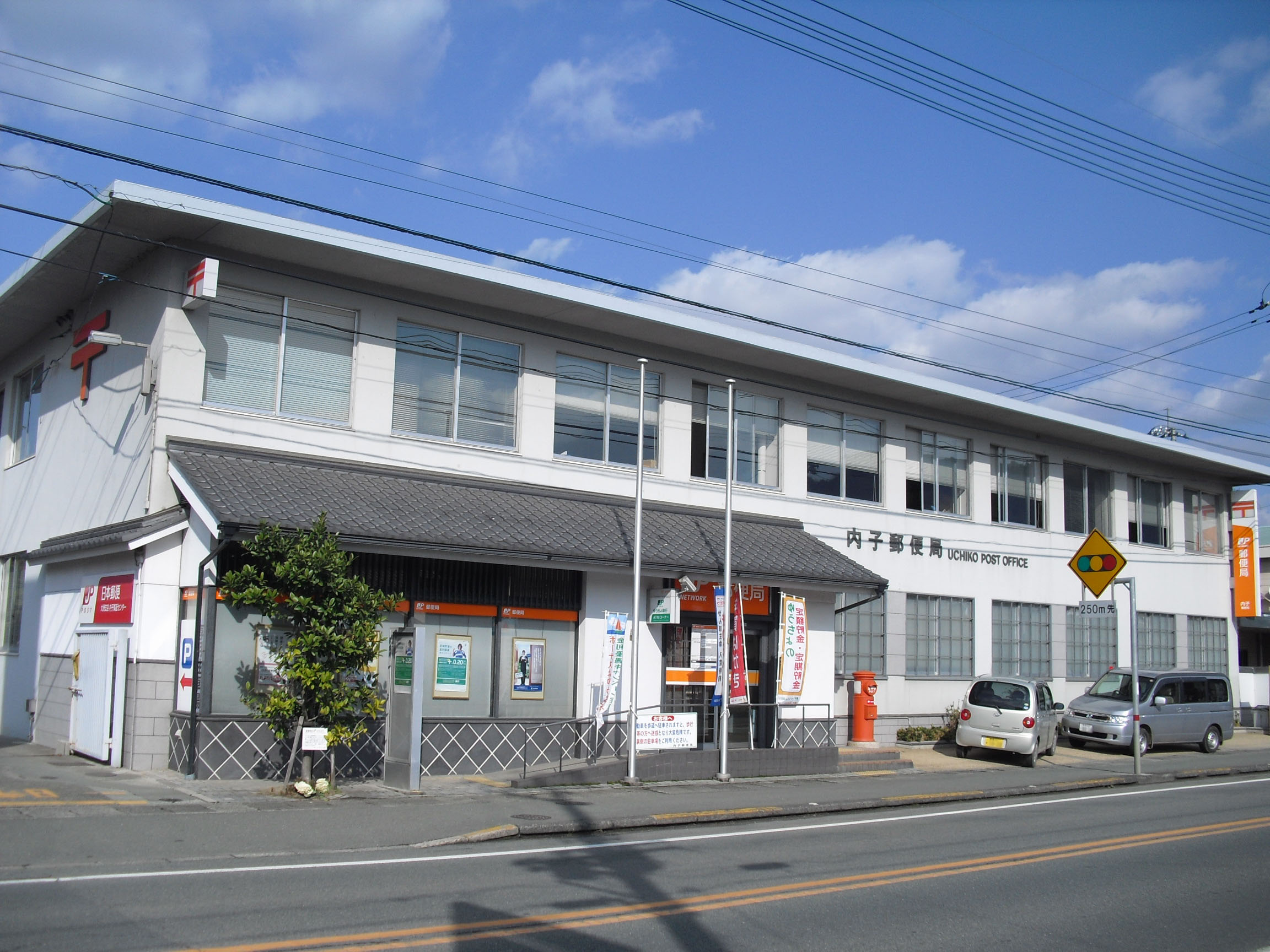
内子郵便局

### 警察
- 大洲警察署（本署は大洲市）
  - 内子交番（喜多郡内子町内子）
  - 大瀬駐在所（喜多郡内子町）
  - 城廻駐在所（喜多郡内子町）
  - 立山駐在所（喜多郡内子町）
  - 平岡駐在所（喜多郡内子町）
  - 小田駐在所（喜多郡内子町）
  - 田渡駐在所（喜多郡内子町）

### 消防
本部
- 大洲地区広域消防事務組合

消防署
- 内子消防署（喜多郡内子町内子1433番地）

出張所
- 小田出張所（喜多郡内子町小田42番地1）

### 文化施設
- 内子町図書情報館
- 商いと暮らし博物館
- 五十崎凧博物館
- 町家資料館

### 運動施設
- 龍王公園
- 大洲地区内子運動公園
- 内子町五十崎体育館
- 内子町小田体育館
- 内子町営五十崎プール
- 内子町参川体育館
- 内子町中田渡体育館

### その他施設
- 加戸病院
- 内子郵便局
- 内子児童館

## 経済

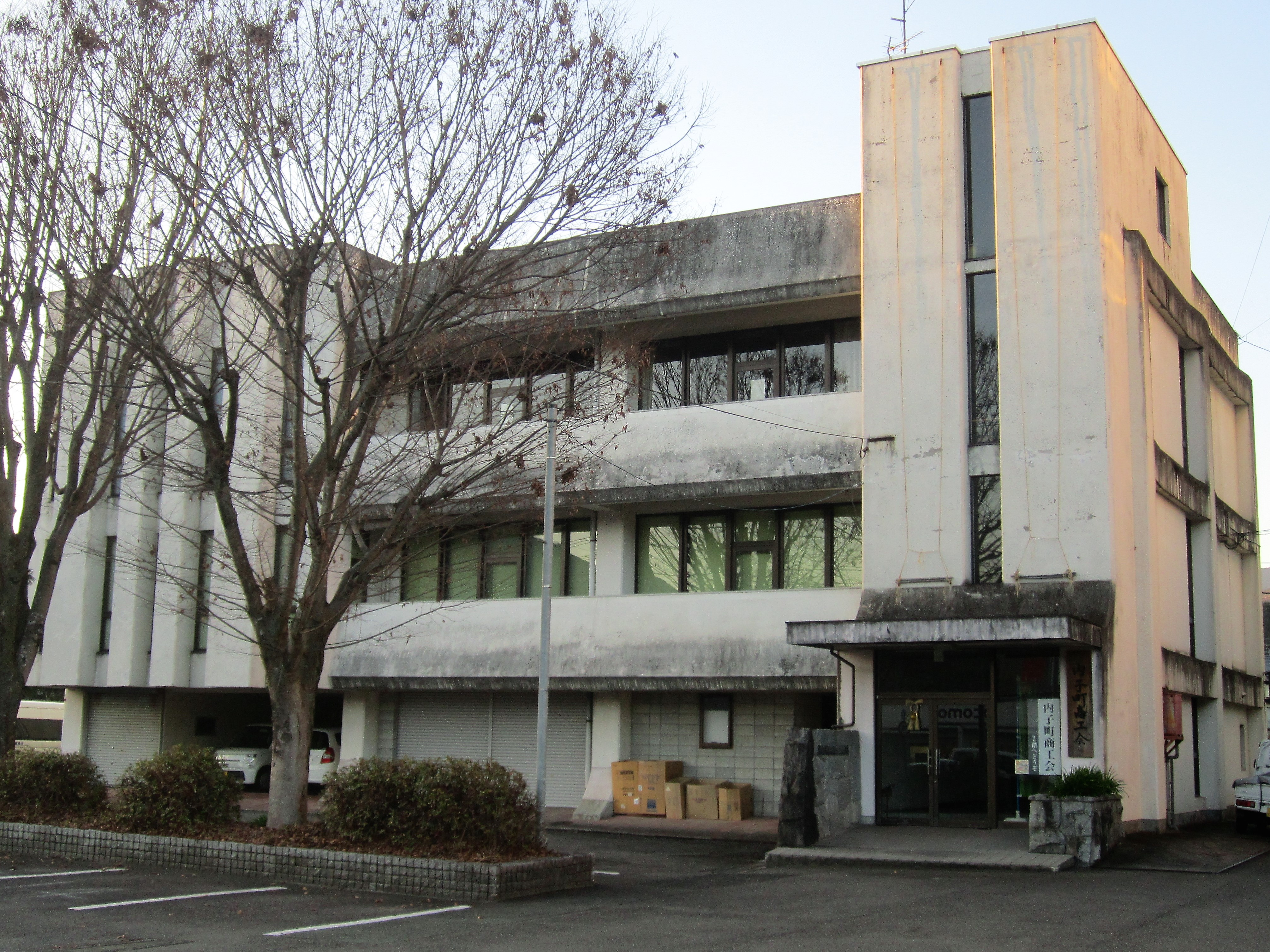
内子町商工会

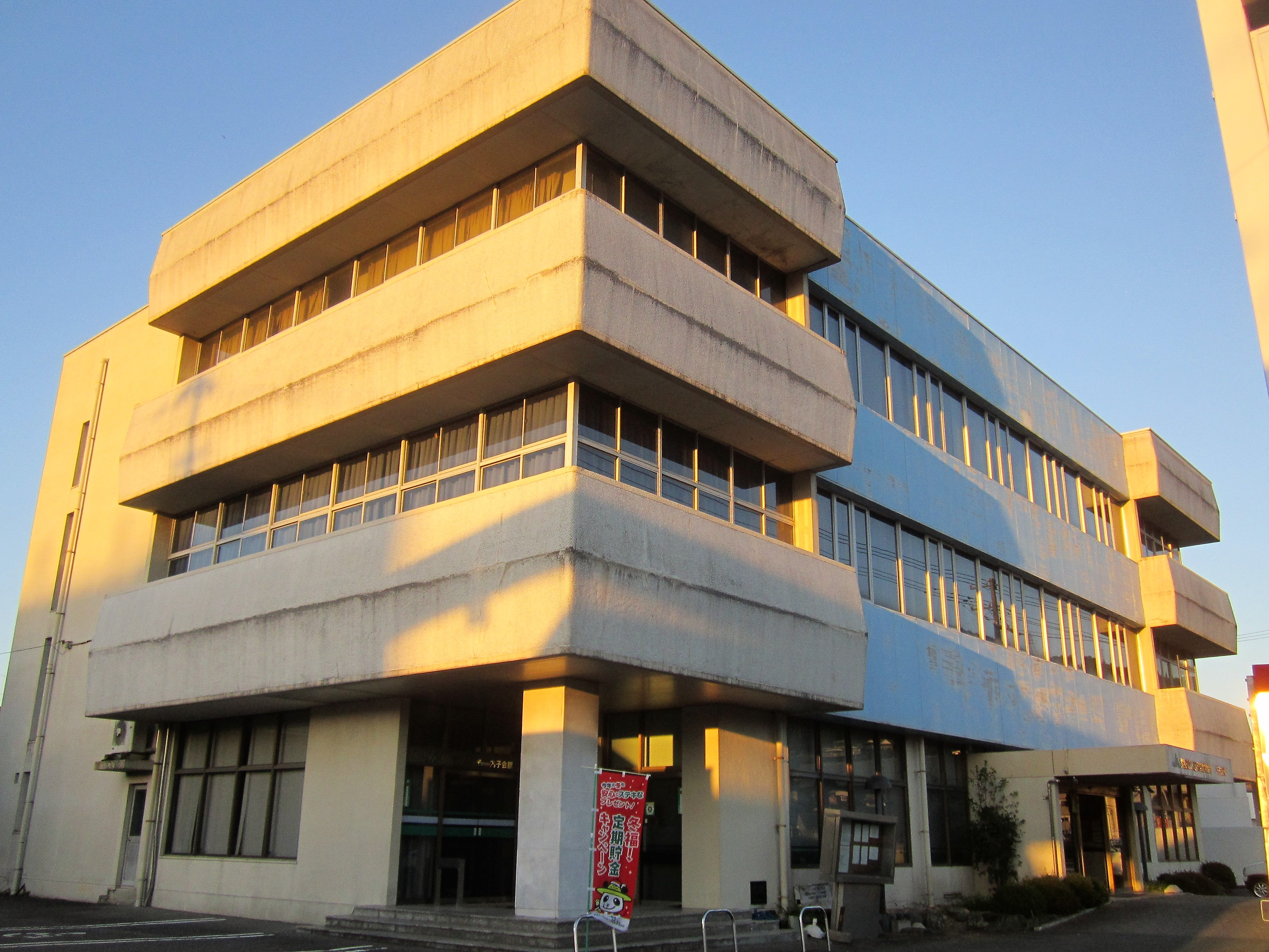
JA愛媛たいき内子支所

### 第一次産業

#### 農業
典型的な中山間地で、農林業が主たる産業である。傾斜地をうまく活用して、果樹（ぶどう、なし、桃、カキなど）生産が行われ、観光果樹園としての活路が開かれていた。
- 葡萄
- 梨
- 桃
- 柿

農産物直売所
- 内子フレッシュパーク・からり

農業協同組合
- 愛媛たいき農業協同組合 内子支所

#### 林業
- 木材

### 第二次産業

#### 工業
第二次産業としては建設業関係が主体である。一方、北部には真空ベローズで有名な入江工研内子工場がある。

### 第三次産業

#### 観光業
藩政期には木蝋や和紙等の生産で栄えたことで、現在でも八日町護国などには白壁の町並みが残っている。このため、これらを生かした観光産業やグリーンツーリズムの取組みが進んでいる。

### 本社を置く企業
- 千代の亀酒造
- 森文醸造
- 藤岡製作所[7]
- 森本[8]

### 拠点を置く企業
- 入江工研　四国事業所　内子工場
- ベネフィット・ワン　内子ベース
- 内子バイオマス発電 内子バイオマス発電所
- 内子龍王バイオマスエネルギー 内子龍王バイオマス発電所

## 教育

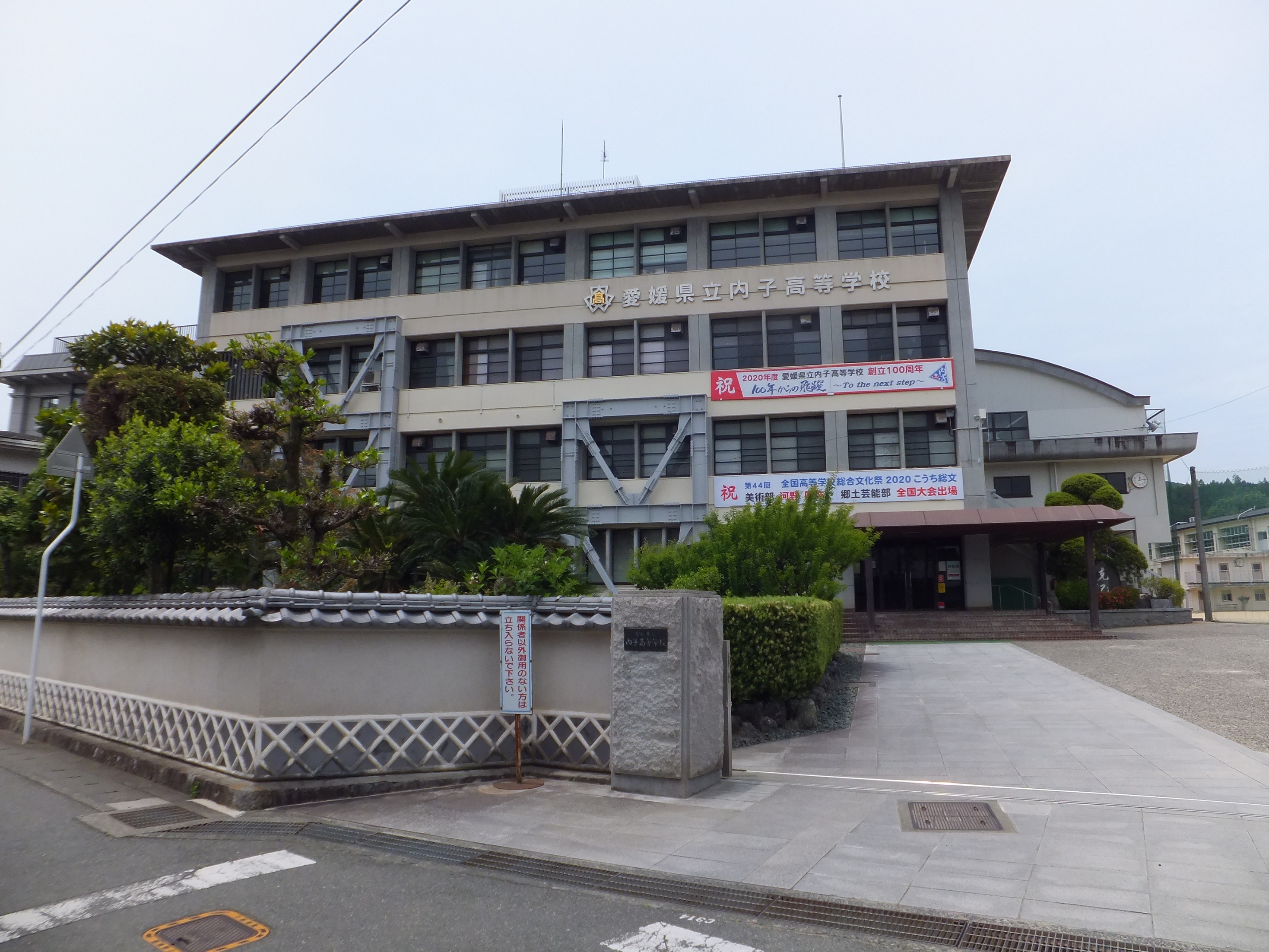
愛媛県立内子高等学校

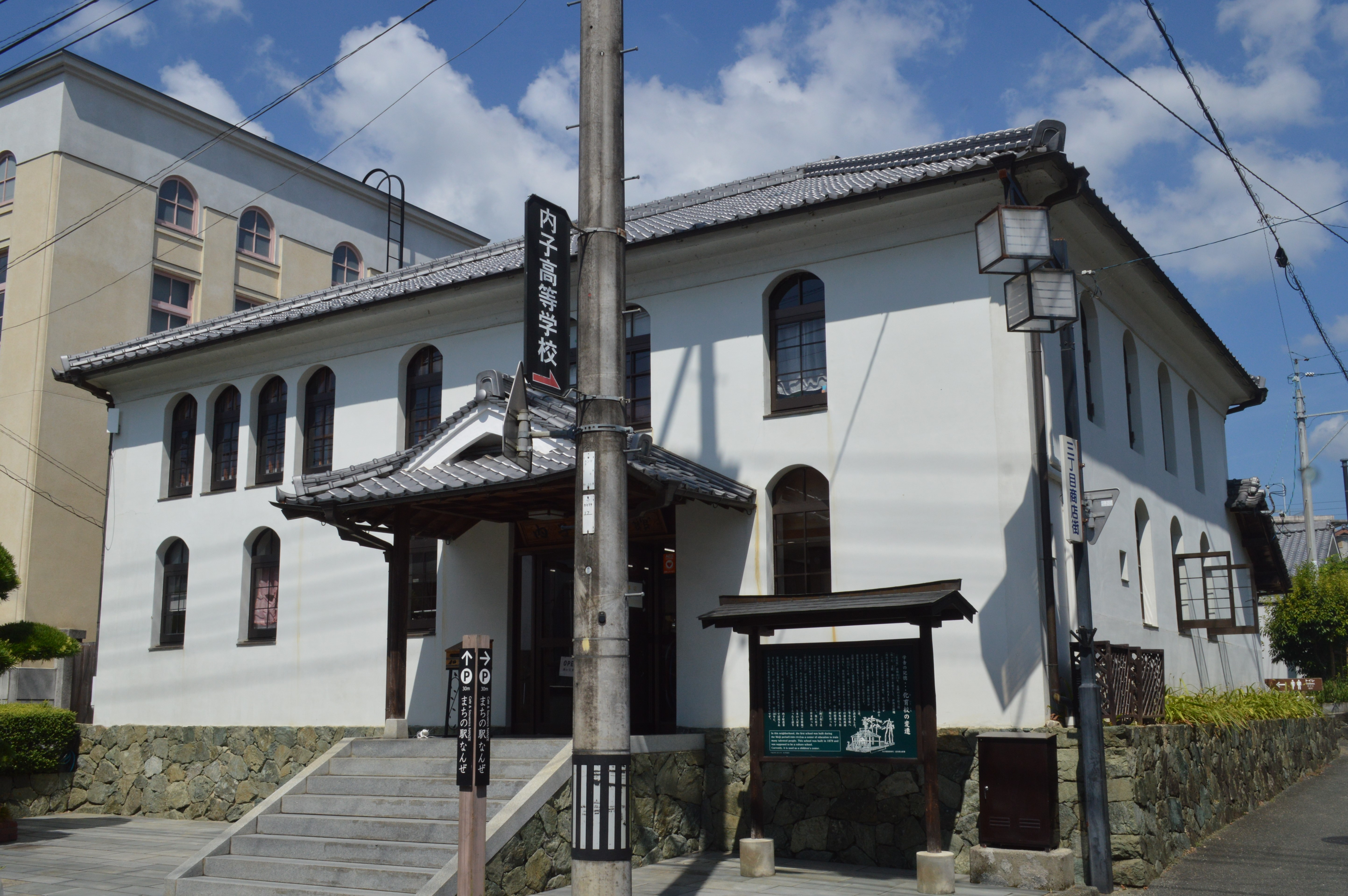
内子児童館

### 高等学校
県立
- 愛媛県立内子高等学校
- 愛媛県立小田高等学校

### 中学校
町立
- 内子町立大瀬中学校
- 内子町立内子中学校
- 内子町立五十崎中学校
- 内子町立小田中学校

### 小学校
町立
- 内子町立石畳小学校
- 内子町立大瀬小学校
- 内子町立程内小学校
- 内子町立内子小学校
- 内子町立立川小学校
- 内子町立五十崎小学校
- 内子町立天神小学校
- 内子町立小田小学校

## 交通

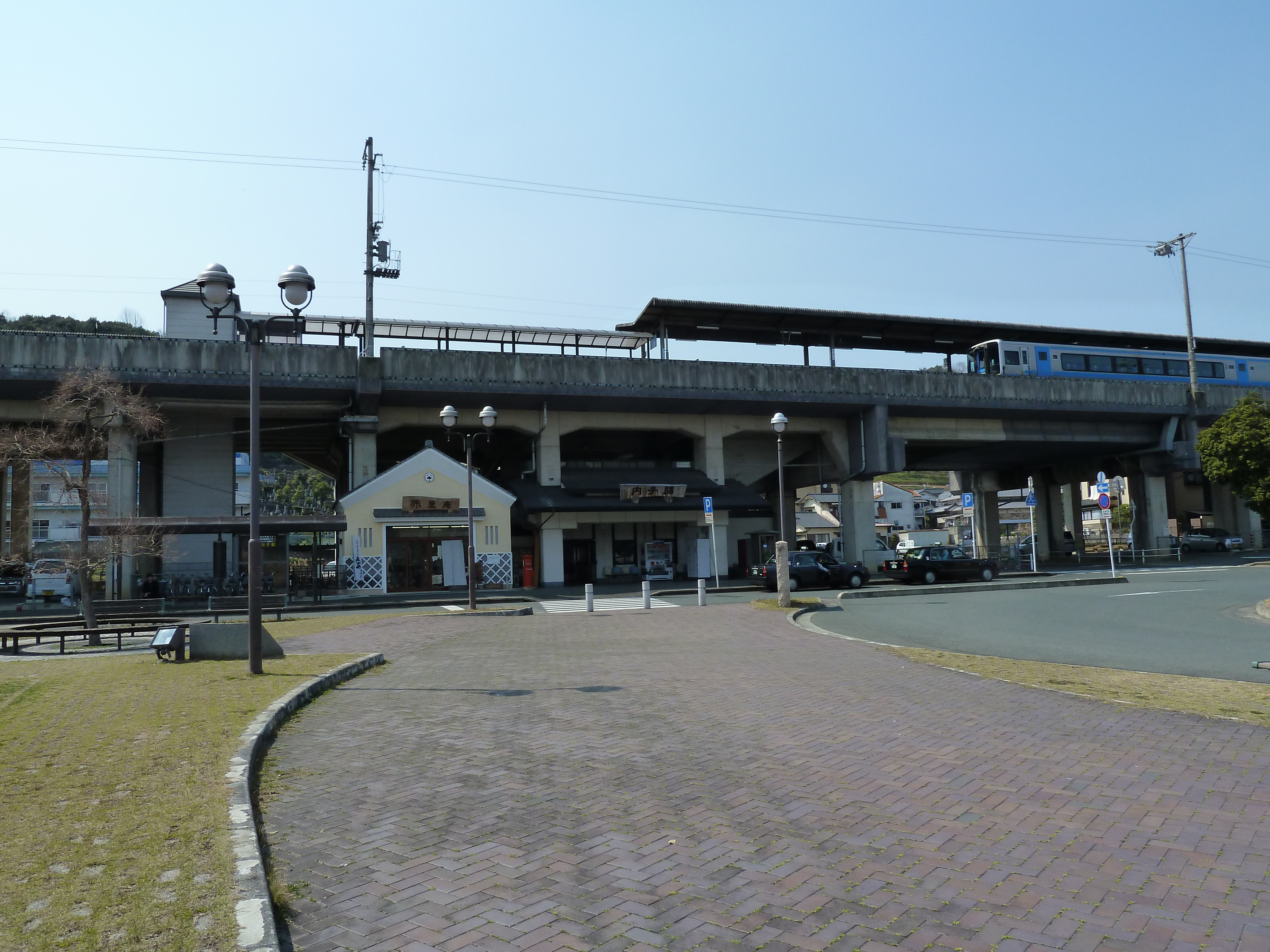
内子駅

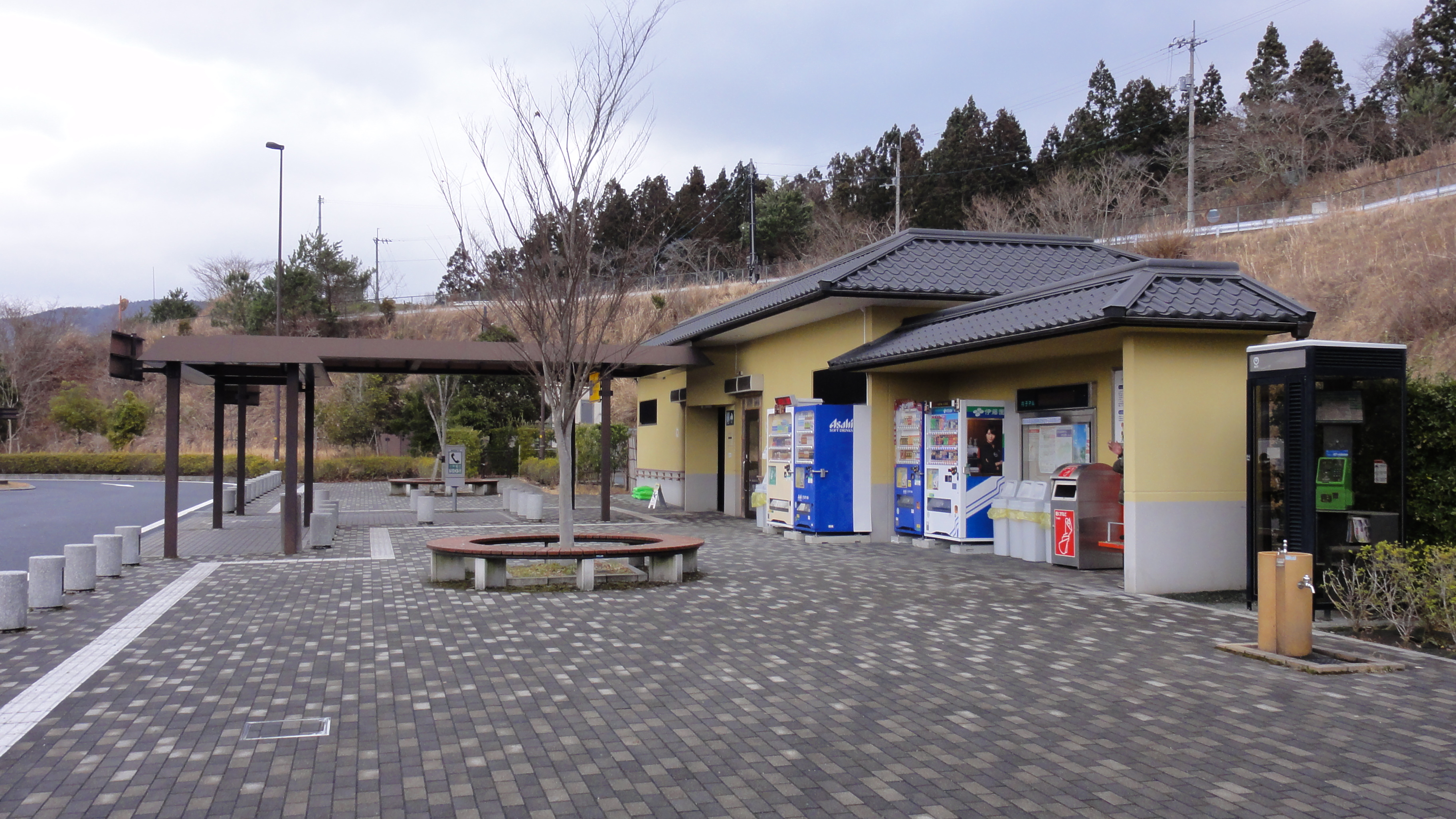
内子PA

### 鉄道
中心となる駅：内子駅

#### 鉄道路線
四国旅客鉄道（JR四国）
- 予讃線：- 伊予立川駅 - 内子駅
- 内子線：- 五十崎駅 - 内子駅

内子駅には特急が全列車停車する。

### バス

#### 路線バス
国道56号には路線バスがあり、大洲市方面と伊予市方面とを結んでいる。町内では、過去国鉄等が運行していたバス路線がかなり存在したが、これらを引き継ぐ形で町営バスを運行し、合併によって中山町などの町営バスも運行を継承している。また、2006年（平成18年）12月には伊予鉄南予バスの内子 - 石畳の宿（満穂線）が廃止され、町営バスが新たに運行される。
- 伊予鉄バス・伊予鉄南予バス
- 内子町営バス

#### 高速バス
以下の高速バス路線が内子町内に停車する（一部の便は松山止めもある）。詳しくは、各運行事業者の公式サイト等を参照のこと。
- オレンジライナーえひめ号（東京行き）
  - 夜行：伊予鉄バス・西東京バス運休中
- オレンジライナーえひめ号（名古屋行き）
  - 夜行：伊予鉄バス・名鉄バス
- オレンジライナーえひめ号（大阪行き）
  - 昼行・夜行：伊予鉄バス・阪急バス

### 道路

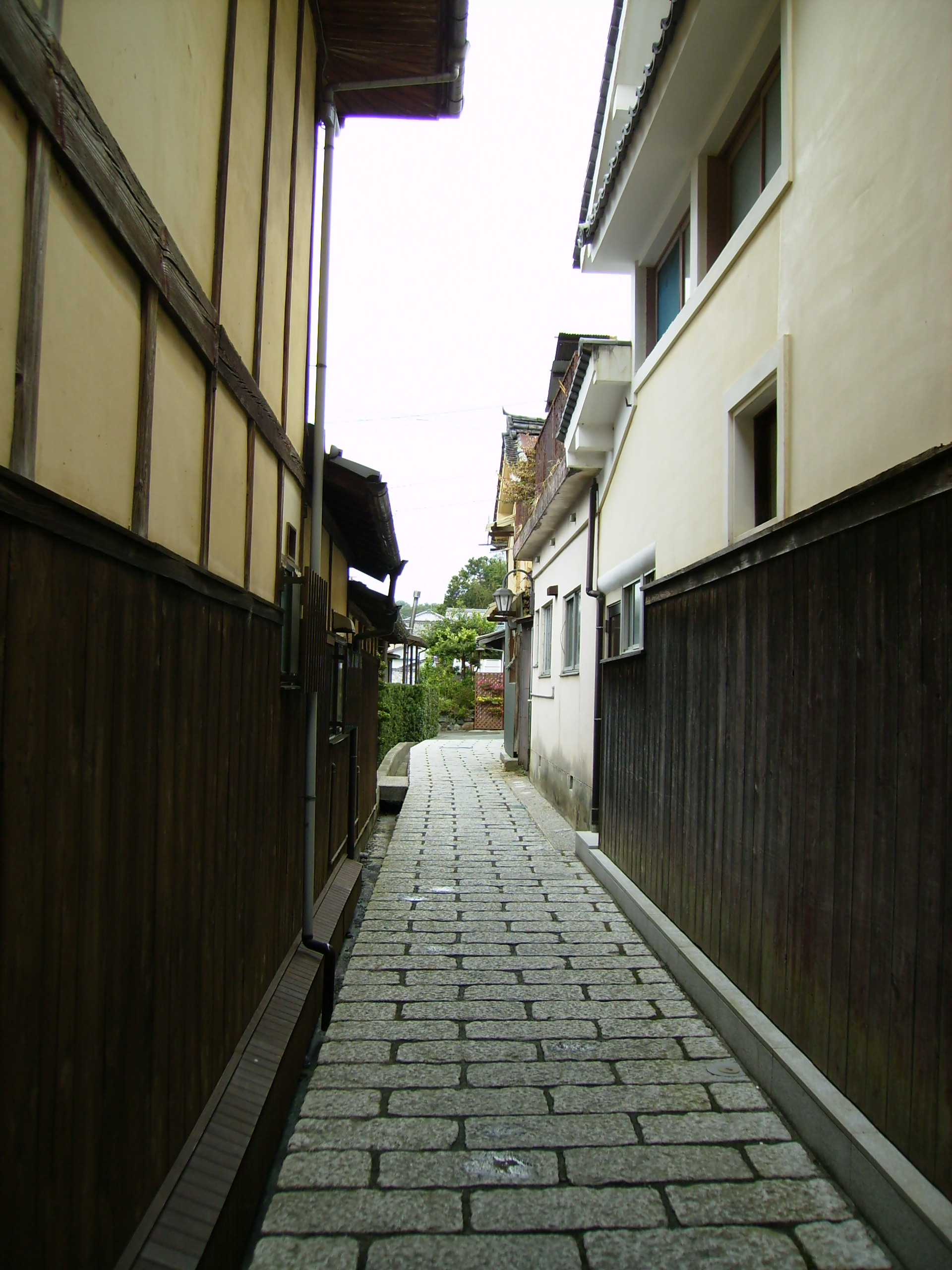
内子地区の路地

#### 高速道路
- 松山自動車道
（伊予市）- 内子PA - 15 内子五十崎IC -（大洲市）

#### 国道
国道56号
国道379号
国道380号

#### 県道
主要地方道
- 愛媛県道32号肱川公園線
- 愛媛県道42号久万中山線
- 愛媛県道52号小田柳谷線
- 愛媛県道54号串内子線
- 愛媛県道55号小田河辺大洲線
- 愛媛県道56号内子河辺野村線

一般県道
- 愛媛県道211号美川小田線
- 愛媛県道224号永木内子線
- 愛媛県道226号串中山線
- 愛媛県道228号坊屋敷小田線
- 愛媛県道229号鳥首五十崎線
- 愛媛県道230号柳沢新谷停車場線
- 愛媛県道241号池田中山線
- 愛媛県道242号五百木立山線
- 愛媛県道243号内子双海線
- 愛媛県道244号内子停車場線
- 愛媛県道245号河辺小田線
- 愛媛県道305号立石内子線
- 愛媛県道309号立川停車場線
- 愛媛県道323号論田袋口線
- 愛媛県道324号大瀬川中線
- 愛媛県道329号石畳中山線
- 愛媛県道340号上川小田深山線
- 愛媛県道342号池田川崎線

#### 町道
八日市道路
町域の北部、護国地区から八日市、坂町へと抜ける旧大洲街道沿いに続く約600メートルの道路。正式な路線名は、内子町道坂町・八日市線および、内子町道岡・護国内子線の2路線で構成される。沿道に、宿場町から商家町へと連なる土蔵造りの歴史的建造物が建ち並び、八日市護国地区一帯が国の重要伝統的建造物群保存地区として選定されている。歴史性と親愛性を基準に、「旅情をかきたてる『市』の道」として、1986年（昭和61年）8月10日の道の日に、旧建設省と「道の日」実行委員会により制定された「日本の道100選」の一つに選定されている。電線の地中化や舗装の美装化が行われるなど、歴史的景観を損なわないように改修も行われており、当地区の観光の散策道路となっている。

### 道の駅
- 内子フレッシュパークからり（国道379号）
- 小田の郷せせらぎ（国道380号）

### 街の駅
- まちの駅「Nanze」[9]

## 名所・旧跡・観光スポット

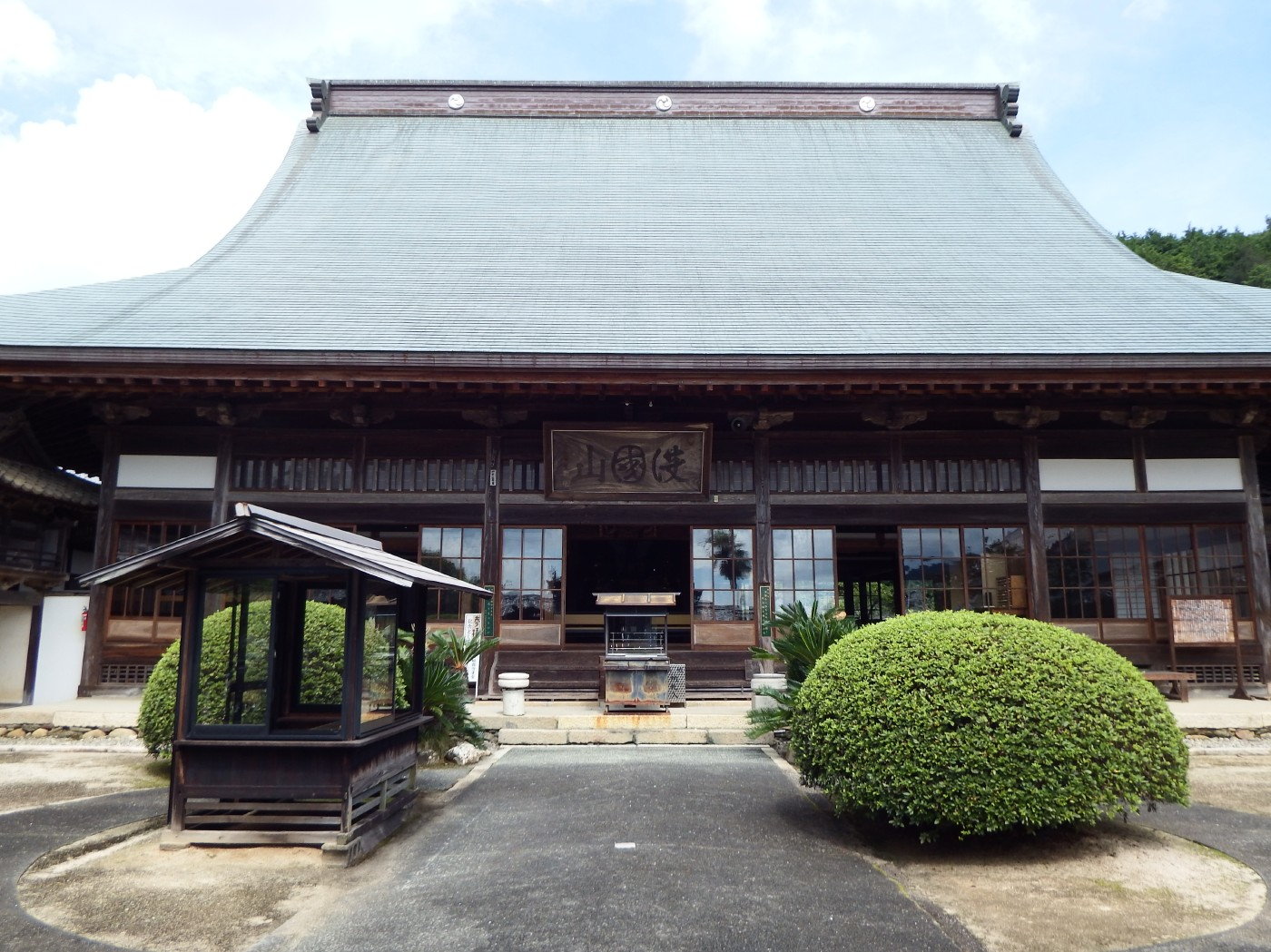
高昌寺

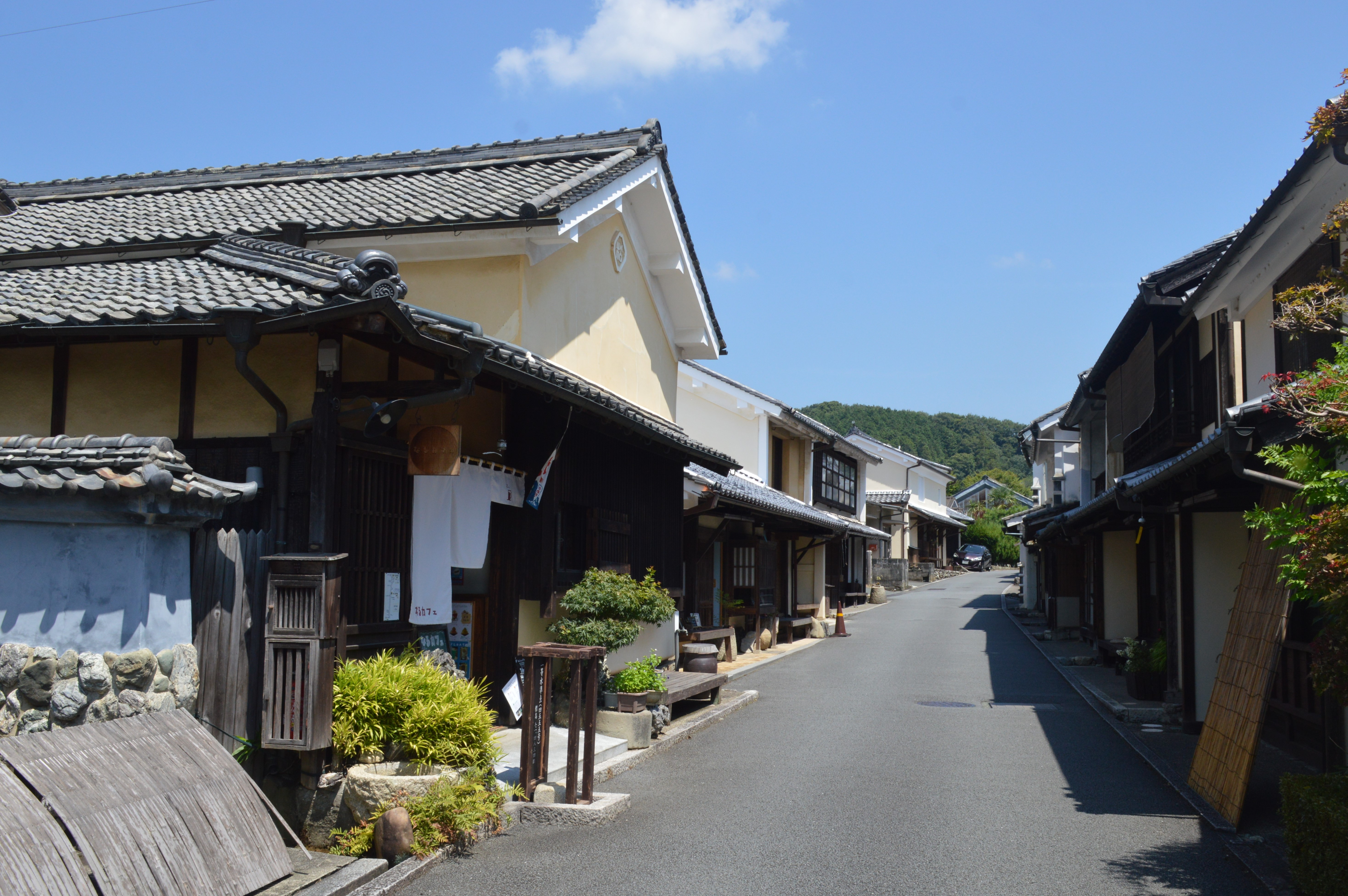
八日市護国

### 名所・旧跡
- 高昌寺 - 曹洞宗の寺院。新四国曼荼羅霊場50番札所。
- 宇都宮神社 - 神社庁指定モデル神社第1号。
- 弓削神社
- 八日市護国 - 重要伝統的建造物群保存地区。
  - 八日市・護国町並保存センター
  - 木蝋資料館上芳我邸（上芳我家住宅） - 重要文化財。
  - 本芳我家住宅 - 重要文化財。
  - 大村家住宅 - 重要文化財。

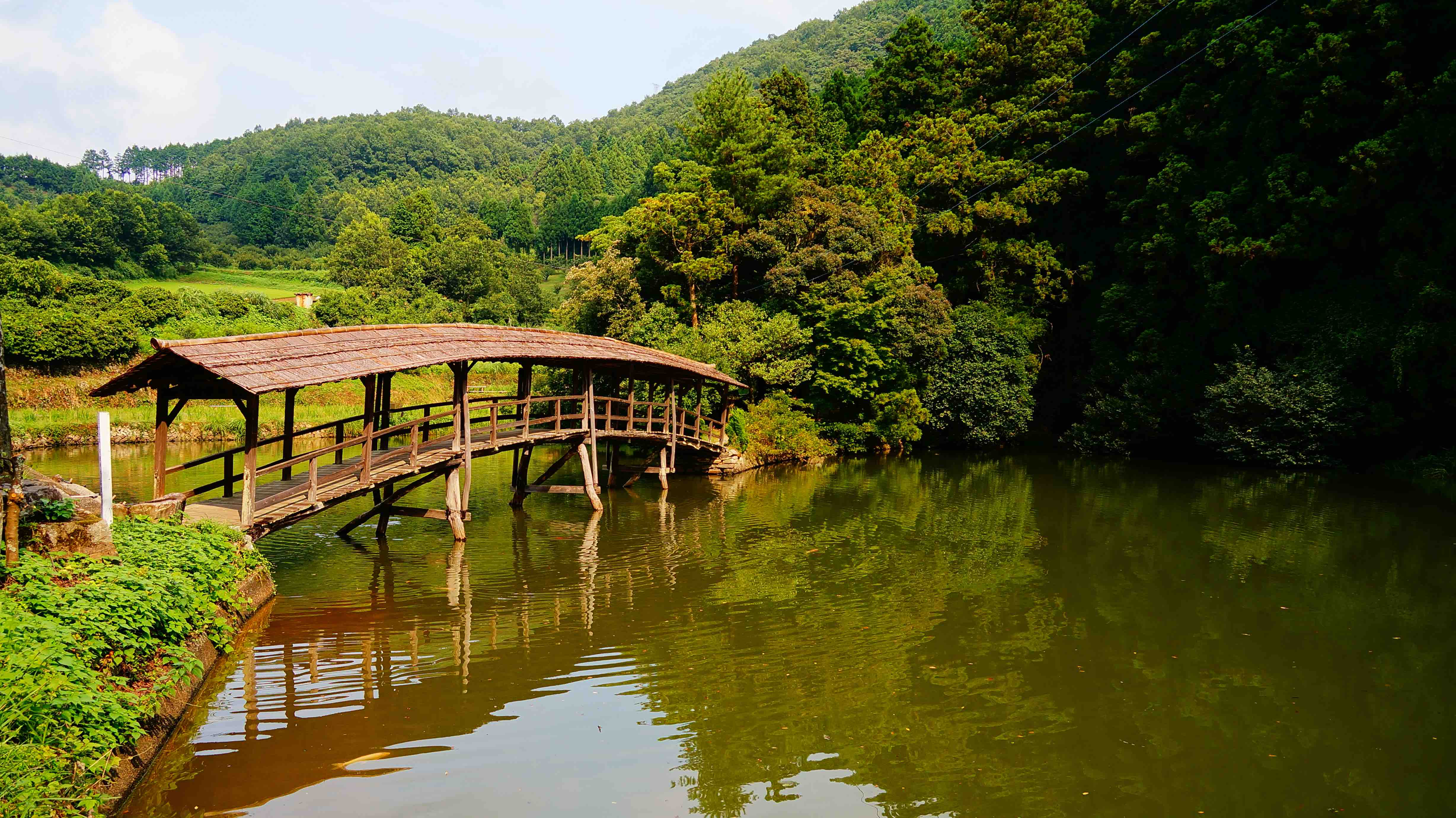
弓削神社の弓削池と太鼓橋
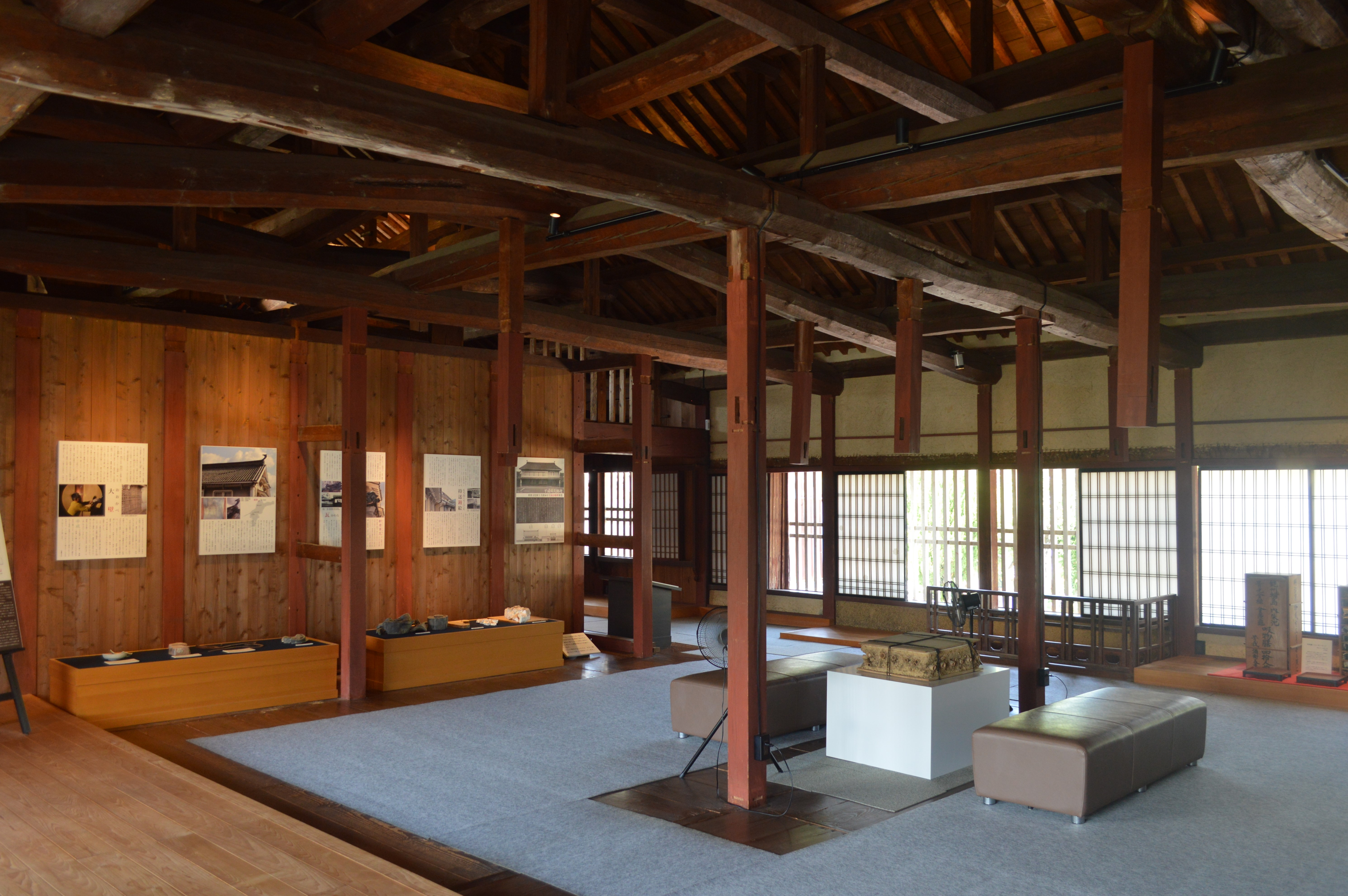
木蝋資料館上芳我邸
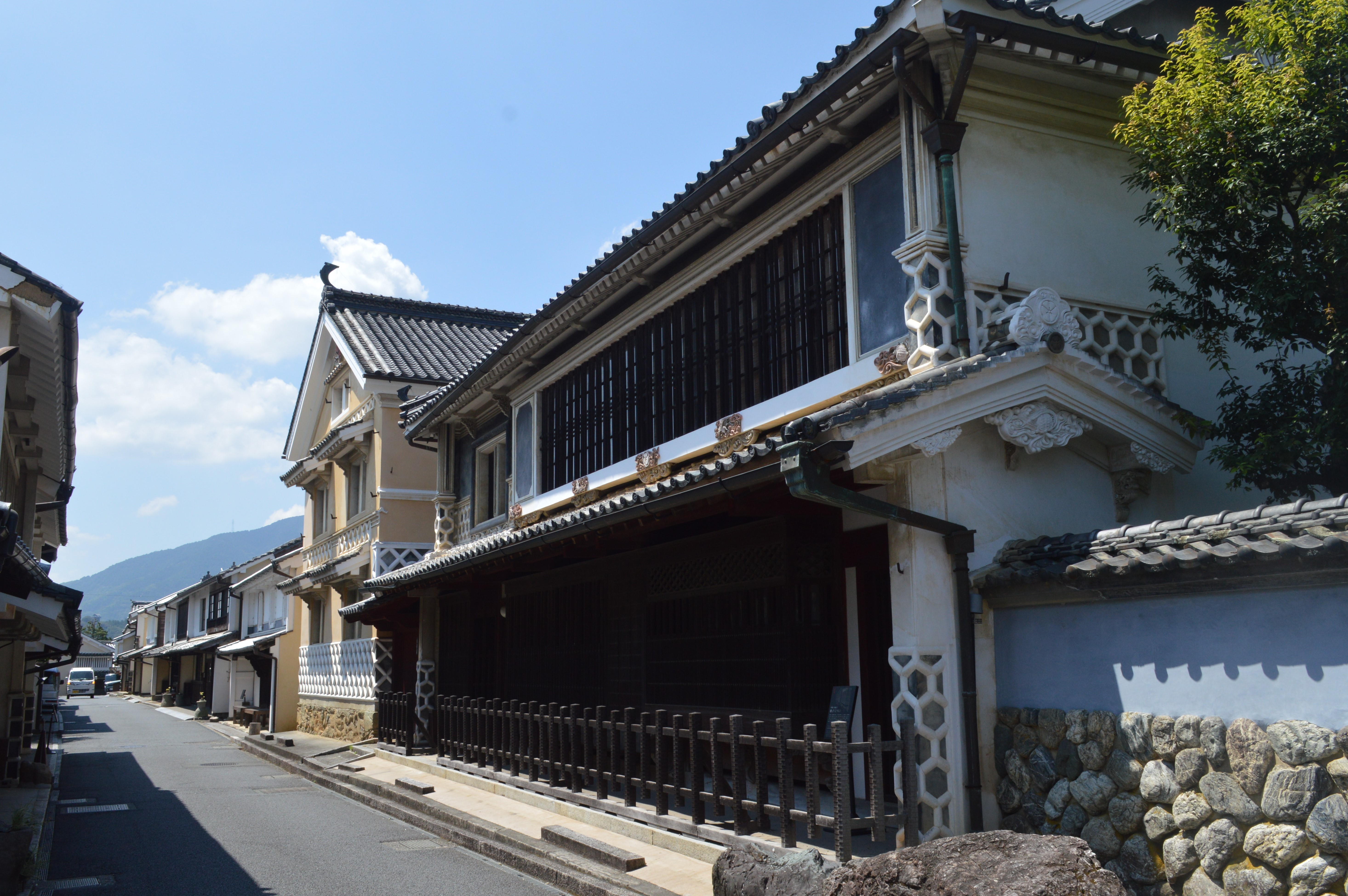
本芳我家住宅
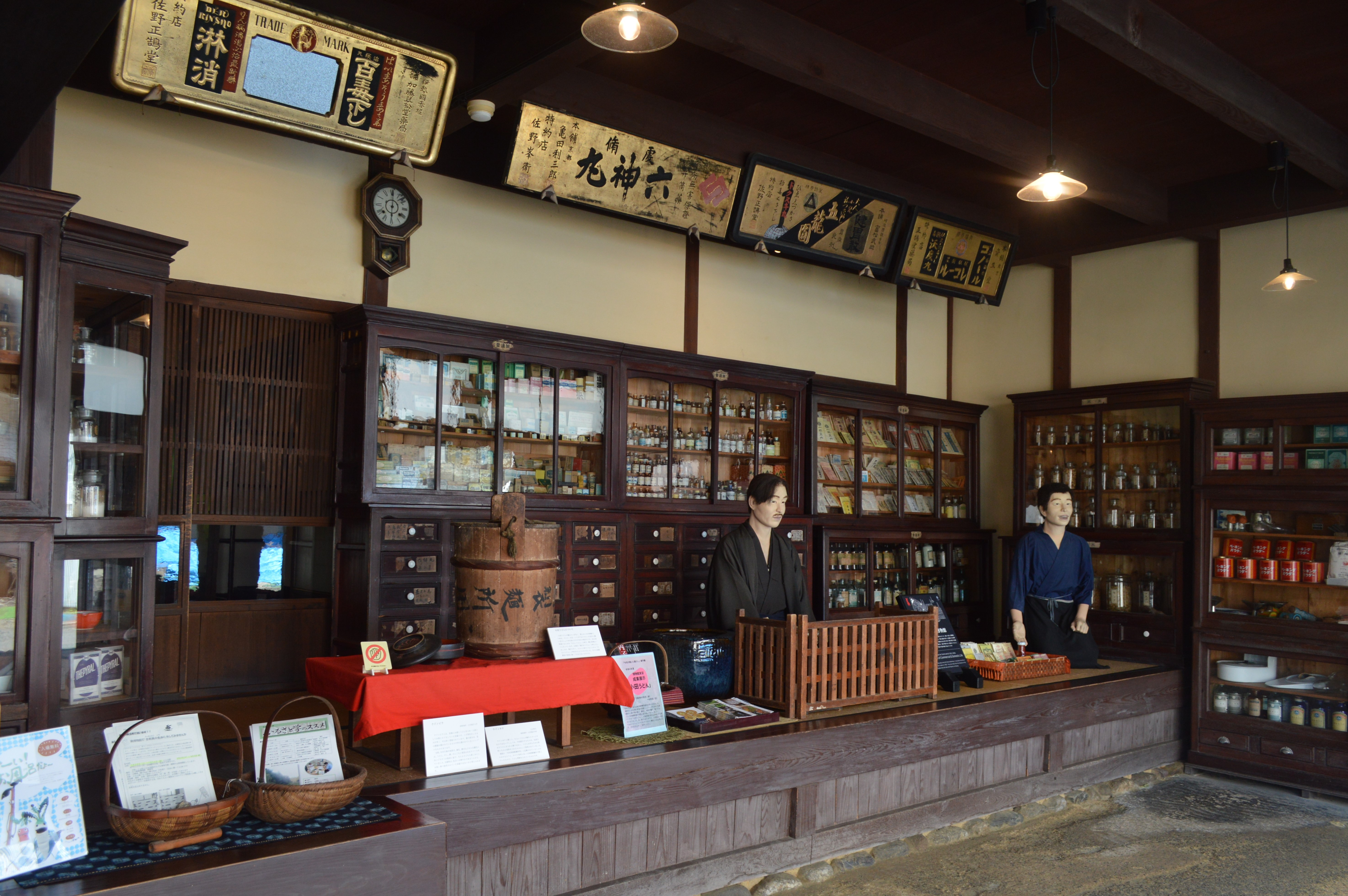
商いと暮らし博物館
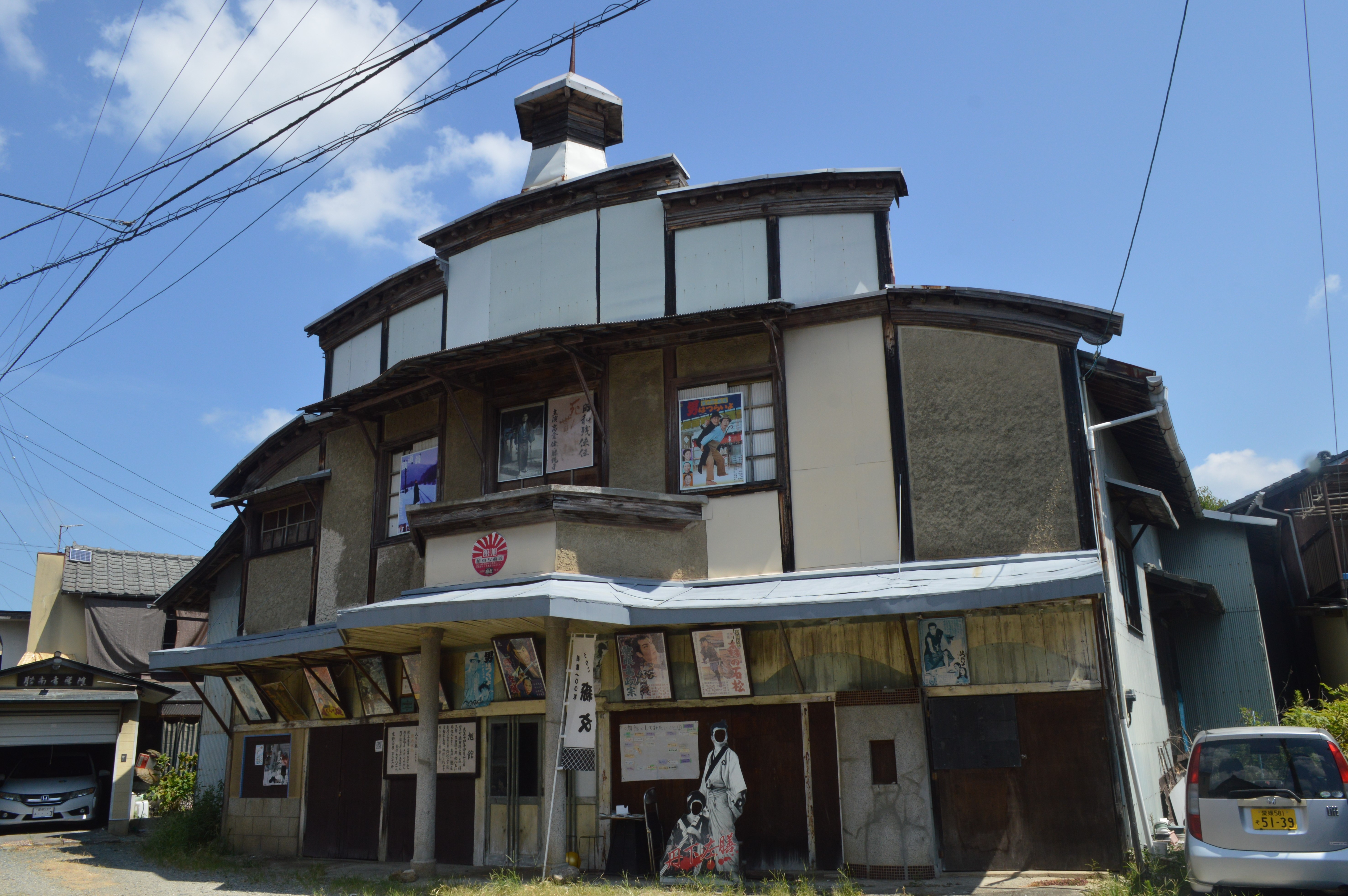
旭館

- 内子座 - 芝居小屋。重要文化財。
- 旭館 - 映画館建築。登録有形文化財[10]。
- 文化交流ヴィラ「高橋邸」
- 村上邸
- 田丸橋（屋根付橋）
- 曽我十郎首塚

- 弓削神社の弓削池と太鼓橋
- 木蝋資料館上芳我邸
- 本芳我家住宅
- 商いと暮らし博物館
- 旭館

### 観光スポット

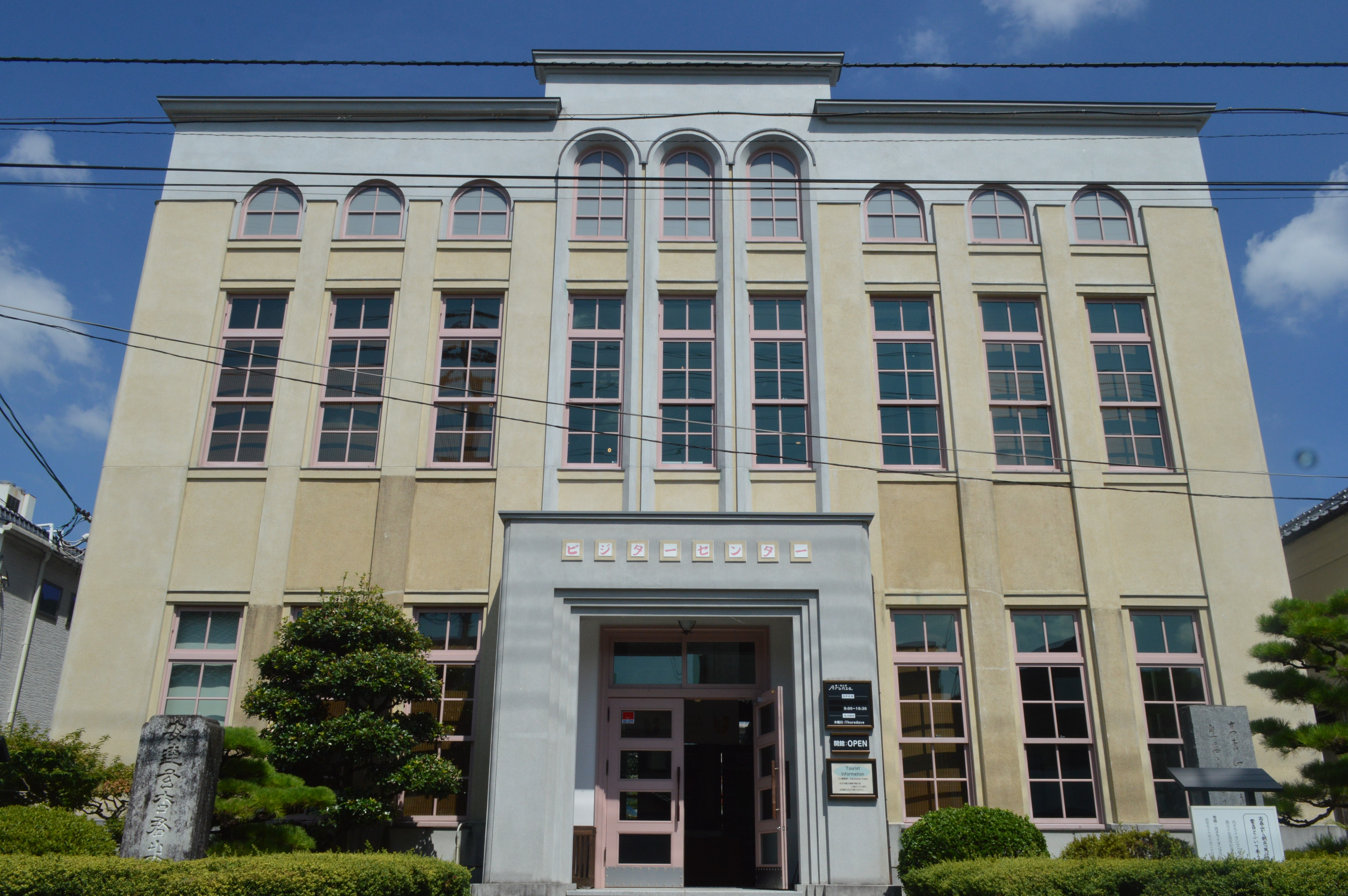
内子町ビジターセンター

- 内子町ビジターセンター - 旧内子警察署。1936年（昭和11年）竣工の近代建築[9]。2013年（平成25年）開館[9]
- 道の駅内子フレッシュパークからり
- 五十崎凧博物館
- 天神産紙工場（手すき和紙）
- 堂ヶ谷トンボの里
- 石畳の宿
- 石畳清流園
- 大瀬の館
- 大瀬の米蔵
- 東のシダレザクラ
- 泉谷の棚田（日本の棚田百選）
- 小田深山
  - ソルファオダスキーゲレンデ
- 千年の森公園
- 夫婦滝
- 紅葉ヶ滝
- だらり権現
- 神南山フライトエリア
- 四国カルスト - 旧小田町の一部が含まれている。

### 百選
- かおり風景100選：内子町の町並と和ろうそく
- 日本の棚田百選：旧五十崎泉谷の棚田

## 文化・名物

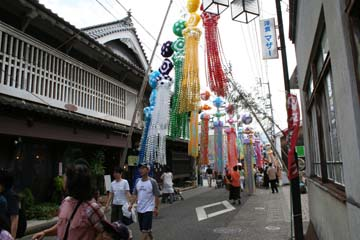
笹まつり

### 祭事・催事
- ねはん祭り - 高昌寺（3月14日 - 3月15日）
- 石畳東のシダレザクラ祭り - 4月上旬
- 川登筏流し - （4月第4日曜日）
- 曽我十郎神社大祭 - 5月
- 大凧合戦 - 五十崎（5月5日）
- 内子夏祭り - 内子（7月）
- 燈篭まつり - 小田（7月）
- 内子笹まつり - 内子（8月6日 - 8月8日）
- 山の神火祭り - 小田（8月15日）
- 内子座文楽 - 8月
- 上芳我邸観月会 - 9月
- 小田の郷ふるさとまつり - 11月
- 石畳水車祭り - 11月

### 名産・特産
- 工芸品 - 和そうろく、棕櫚細工（ほうき）、和傘、手すき和紙（大洲和紙）、飾り凧、桐下駄
- 農産物 - ブドウ（巨峰、ピオーネ）、ユズ、栗、柿、りんご、やまいも、しいたけ、イチゴ。
- 農産加工品 - 清酒、味噌、こんにゃく、漬物、うどん、たらいうどん、そうめん、栗饅頭、町並みせんべい、凧もなか、凧せんべい。
- 木製品 - 磨丸太、ログハウス、その他木工品。
- その他 - アメノウオ、アメノウオの土手焼。

## 出身関連著名人
- 高畑誠一 - 実業家。日商（後の日商岩井、現在の双日）創業者。
- 大岡吉邑 - 実業家。大岡製作所創業者。永年日本工具工業会役員として業界の発展に貢献したことにより、勲四等瑞宝章を受章した。
- 大岡吉郎 - 実業家。永年日本工具工業会役員（副理事長）として工具の発展一筋に努力した功績が認められ、黄綬褒章を受章した。
- 大江健三郎 - 著作家。
- 森生まさみ - 漫画家。
- 高橋龍太郎 - 日本のビールの祖。高橋ユニオンズ（プロ野球）オーナー。
- 上岡美平 - 洋画家。
- 中川八郎 - 洋画家。
- 沖野小百合 - 女子プロレスラー。
- 冨永昌敬 - 映画監督。
- 村上節太郎 - 地理学者。愛媛大学名誉教授。
- 森本三義 - 会計学者。松山大学学長。
- 米田吉盛 - 教育学者・衆議院議員。神奈川大学創立者。
- 稲月明[11] - 医師・著作家。『僕はガンと共に生きるために医者になった』著者。
- 五十崎由記 - 小説家。
- 宇都宮真由美 - 衆議院議員・弁護士。
- 三田杏華 - 演歌歌手。
- 伊達功 - 思想史学者。松山大学名誉教授。